# Hunter Henry
Hunter Henry (Little Rock, Arkansas, 7 de diciembre de 1994) es un jugador profesional estadounidense de fútbol americano que se desempeña en la posición de tight end en New England Patriots, equipo de la National Football League (NFL).

## Carrera
Fue seleccionado en la segunda ronda en la Reunión Anual de Selección de Jugadores de la NFL de 2016. Hizo su debut profesional con el equipo Los Angeles Chargers, en el cual jugó cuatro temporadas (2016-2018, 2019-2021), posteriormente pasó a New England Patriots, donde lleva jugando tres temporadas.